# Leucoagaricus melanotrichus
Leucoagaricus melanotrichus är en svampart. Leucoagaricus melanotrichus ingår i släktet Leucoagaricus och familjen Agaricaceae.  Artens status i Sverige är: Ej påträffad.

## Underarter
Arten delas in i följande underarter:
- fuligineobrunneus
- melanotrichus